# Farsetia socotrana
Farsetia socotrana es una especie de planta fanerógama perteneciente a la familia Brassicaceae. Es un endemismo de Yemen donde se encuentra en la isla de Socotra.

## Descripción
Son pequeños arbustos o hierbas perennes, raramente anuales, a menudo con bases leñosas y arbustivas en apariencia, muy ramificados, erectos o expandidos, canosoa, con pelos blancos adpresos bipartitos. Hojas lineares oblongas, sésiles. Racimos laxos, ebracteados, alargados en la fruta. Flores pequeñas o grandes, de color amarillo pálido, malva, naranja o blanco, poco pedicelado. Sépalos erectos, obtusos, canosos. Pétalos ligeramente más largos que el doble de los sépalos, oblongo-lineal, ápice redondeado; margen a menudo rizado, y en espiral hacia el interior. El fruto es una silicua oblonga, comprimida, estrecha a ancha (raramente suborbicular) grisácea con pelos adpresos bipartitos, bilocular, dehiscente; ginóforo oscuro y muy corto, pero distinto; semillas uniseriados y biseriadas, orbiculares, alas comprimidas.

## Hábitat
Farsetia socotrana sólo se conoce en tres lugares muy distantes entre sí, con una superficie total de ocupación de menos de 500 km². Las búsquedas no han podido encontrar su localidad tipo que sugiere una disminución de su extensión de presencia. Las llanuras costeras en Socotra son el hábitat más amenazado por los recientes desarrollos propuestos para la isla. Ellos ya están mostrando los signos de disminución de la calidad del hábitat porque la gente se mueve desde el interior hasta la costa. El lugar en el que es más abundante fue hasta hace poco inaccesibles por carretera. Sin embargo, ahora hay planes de desarrollo, lo que amenazaría seriamente este hábitat costero delicado y colocar F. socotrana bajo la amenaza de la extinción.

## Taxonomía
Farsetia socotrana fue descrita por Brian Laurence Burtt y publicado en Kew Bulletin 3: 162. 1948.
Sinonimia
- Farsetia prostrata Balf.f.[3]